# Хаболово (деревня)
Ха́болово — деревня в Котельском сельском поселении Кингисеппского района Ленинградской области.

## История
Упоминается как пустошь Habala Ödhe в Толдожском погосте в шведских «Писцовых книгах Ижорской земли» 1618—1623 годов.
На карте Ингерманландии А. И. Бергенгейма, составленной по шведским материалам 1676 года, обозначена деревня Habala.
Как деревня Haballabÿ она обозначена на шведской «Генеральной карте провинции Ингерманландии» 1704 года.
Деревня Хабула обозначена на карте Ингерманландии А. Ростовцева 1727 года.
Деревня Хаболово упоминается на карте Санкт-Петербургской губернии Я. Ф. Шмидта 1770 года.
Как деревня Хаболова она обозначена на карте Санкт-Петербургской губернии 1792 года А. М. Вильбрехта.
Деревня Хаболово на северном берегу озера Хаболово, упоминается на карте Санкт-Петербургской губернии Ф. Ф. Шуберта 1834 года.

ХАБОЛОВО — деревня принадлежит графине Заводовской, число жителей по ревизии: 53 м. п., 49 ж. п. (1838 год)

Деревня Хабалово упомянута карте профессора С. С. Куторги 1852 года.

ХАБОЛОВА — деревня графа Завадовского, 10 вёрст по почтовой, а остальное по просёлочной дороге, число дворов — 17, число душ — 42 м. п. (1856 год)

ХАБОЛОВО — деревня, число жителей по X-ой ревизии 1857 года: 47 м. п., 51 ж. п., всего 98 чел.

- Деревня Хаболово на карте 1860 года

Согласно «Топографической карте частей Санкт-Петербургской и Выборгской губерний» в 1860 году деревня называлась Хаболова и насчитывала 17 крестьянских дворов, в центре деревни обозначена часовня.

ХАБОЛОВО — деревня владельческая при озере Хаболовском, число дворов — 16, число жителей: 49 м. п., 56 ж. п.; Часовня. (1862 год)

ХАБОЛОВО — деревня, по земской переписи 1882 года: семей — 22, в них 63 м. п., 59 ж. п., всего 122 чел.

ХАБОЛОВО — деревня, число хозяйств по земской переписи 1899 года — 22, число жителей: 70 м. п., 55 ж. п., всего 125 чел.;
 разряд крестьян: бывшие владельческие; народность: русская

На Военно-топографической карте Санкт-Петербургской губернии 1863 года смежно с деревней обозначена Мыза Хаболова.
Часовня в деревне была каменная во имя Креста Господня.
В конце XIX — начале XX века деревня административно относилась к Хаболовскому сельскому обществу Котельской волости 2-го стана Ямбургского уезда Санкт-Петербургской губернии.
С 1917 по 1927 год деревня Хаболово входила в состав Валговицкого сельсовета Котельской волости Кингисеппского уезда.
Согласно данным переписи населения СССР 1926 года в деревне Хабалово проживали 169 человек, большинство русские, а также латыши.
С 1927 года в составе Котельского района.
С 1928 года в составе Великинского сельсовета.
- Деревня Хаболово на карте 1930 года

Согласно топографической карте РККА 1930 года деревня насчитывала 30 дворов. На южной окраине деревни находилась часовня.
С 1931 года в составе Кингисеппского района.
По административным данным 1933 года деревня Хаболово входила в состав Великинского сельсовета Кингисеппского района, объединявшего 12 населённых пунктов в которых проживали 1760 человек. Административным центром сельсовета была деревня Великино.
В 1939 году население деревни Хаболово составляло 304 человека. К северу от деревни Хаболово находился посёлок Хаболово.
C 1 августа 1941 года по 31 января 1944 года деревня находилась в оккупации.
В 1958 году население деревни Хаболово составляло 44 человека.
По данным 1966 и 1973 годов деревня также находилась в составе Великинского сельсовета.
По данным 1990 года деревня называлась Хабалово и входила в состав Котельского сельсовета.
В 1997 году в деревне Хаболово проживали 95 человек, в 2002 году — 88 человек (русские — 92 %), в 2007 году — 51.

## География
Деревня расположена в северной части района на автодороге 41К-588 (Великино — Хаболово).
Расстояние до административного центра поселения — 18 км.
Расстояние до ближайшей железнодорожной платформы Валговицы — 5 км.
Деревня находится на северо-восточном берегу озера Хаболово у истока реки Хаболовки.

## Демография
| 1862 | 2007 | 2010 | 2017 |
| ---- | ---- | ---- | ---- |
| 105  | ↘51  | ↗53  | ↗79  |

### Национальный состав
Согласно данным Всероссийской переписи населения 2021 года в деревне проживали 39 человек, из них:
 русские — 33, казахи — 5, эстонцы — 1 человек.